# Five Points (condado de Solano)
Five Points es un área no incorporada ubicada en el condado de Solano en el estado estadounidense de California.

## Geografía
Five Points se encuentra ubicada en las coordenadas 38°17′27″N 121°38′40″O / 38.29083, -121.64444.